# قمیناس
قمیناس (به عربی: قمیناس) یک روستا در سوریه است که در ادلب واقع شده‌است.